# USNS Impeccable (T-AGOS-23)
USNS Impeccable (T-AGOS-23) – amerykański okręt pomocniczy marynarki wojennej Stanów Zjednoczonych, skonstruowany do wykonywania oceanicznych zadań obserwacyjnych, zwłaszcza zbierania, przetwarzania oraz przekazywania danych akustycznych. Okręt podlega Military Sealift Command (MSC) i jest wykorzystywany między innymi do akustycznej obserwacji i śledzenia cichych okrętów podwodnych.
Zadaniem "Impeccable" jest w szczególności zbieranie oceanicznych danych akustycznych, ich obróbka i przekazywanie droga satelitarną do stacji nabrzeżnej, w celu dokonania dalszych analiz.